# كينجي يوشينو
كينجي يوشينو (بالإنجليزية: Kenji Yoshino)‏ هو كاتب أمريكي، ولد في 1 مايو 1969.